# Karl G. Maeser
Karl Gottfried Maeser, född 16 januari 1828, död 15 februari 1901, var en lärare i Utah och medlem i Jesu Kristi kyrka av sista dagars heliga. Han är mest känd för att vara den andra rektorn vid Brigham Young Academy, som senare döptes om till Brigham Young University. Han var rektor vid Brigham Young Academy i 16 år. 

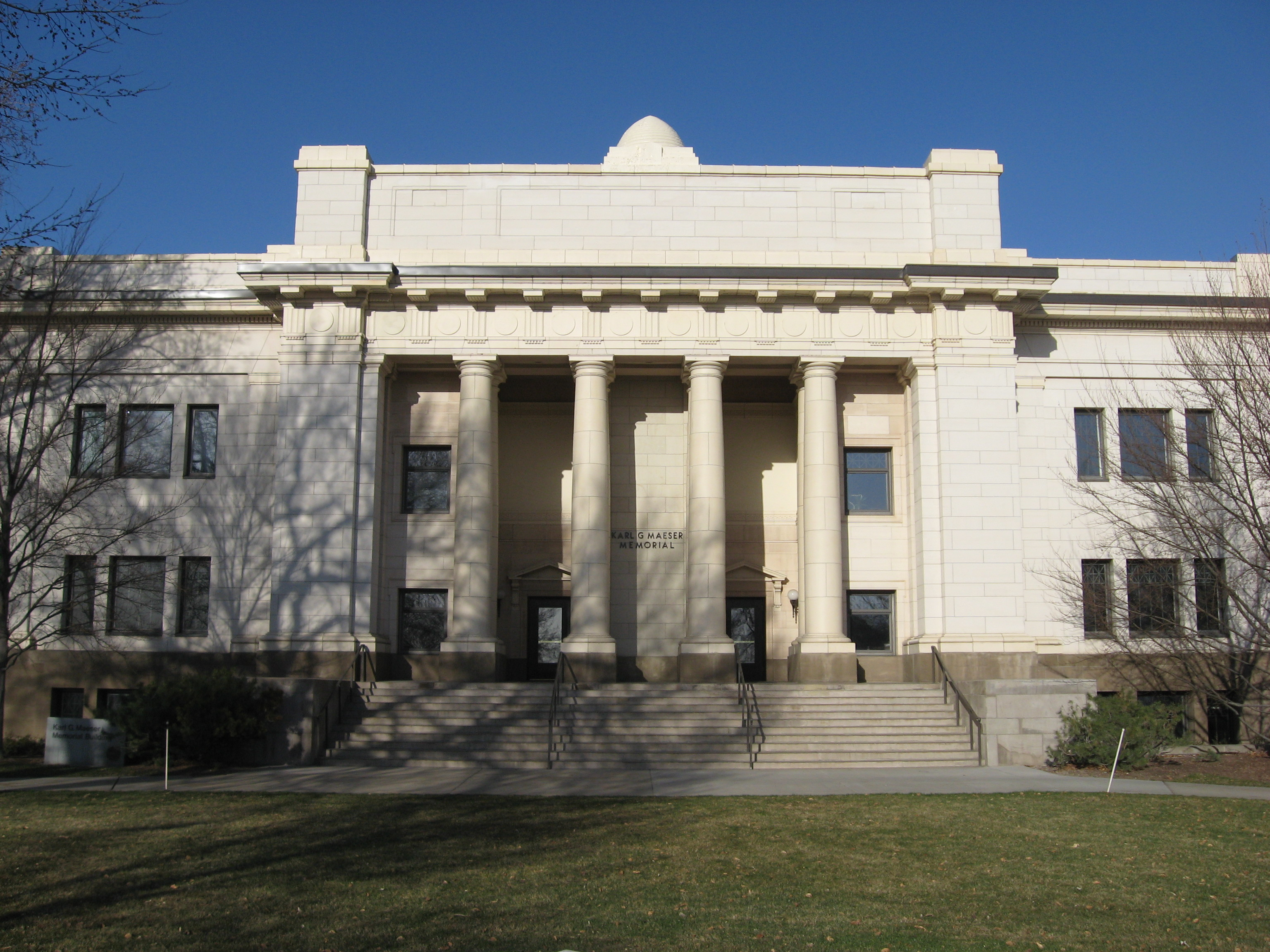
Byggnad döpt efter Karl G. Maeser på Brigham Young University